# Alain Chapel
Pour les articles homonymes, voir Chapel.
Alain Chapel, né le 30 décembre 1937 à Lyon et mort le 10 juillet 1990 à Saint-Rémy-de-Provence, est un grand chef cuisinier du village de Mionnay, dans le département de l'Ain, en plein cœur de la Dombes. Trois étoiles au Guide Michelin, son travail s'affiliait à la Nouvelle cuisine.

## Biographie
Il fait son apprentissage chez Jean Vignard, cuisinier lyonnais, puis dans le restaurant de Fernand Point à Vienne.
En 1967, il prend la direction des cuisines de la Mère Charles à Mionnay, le restaurant de ses parents.
2 étoiles au Guide Michelin dès 1969, il est Meilleur ouvrier de France en 1973. En 1973, il obtient les 3 étoiles au Guide Michelin.
Il meurt subitement à Saint-Rémy-de-Provence le 10 juillet 1990.
Après son décès, son épouse Suzanne reprend l'affaire avec l'aide en cuisine du chef Philippe Jousse, lui-même formé par Alain Chapel. Le restaurant Alain Chapel a fermé ses portes en février 2012.

## Hommages et distinctions
- 2 étoiles au Guide Michelin en 1969
- Meilleur ouvrier de France en 1973
- 3 étoiles au Guide Michelin en 1973
- Officier de l'ordre du Mérite agricole depuis le 10 juin 1980
- Officier de l'ordre des Arts et des Lettres depuis le 10 avril 1985
- Chevalier de l'ordre national du Mérite remis par François Mitterrand, le 5 février 1988
- La place de la mairie de Mionnay se nomme place Alain-Chapel.
- Chaque tome de l'encyclopédie culinaire intitulée Grand Livre de Cuisine d'Alain Ducasse (sept tomes parus de 2001 à 2013) est dédié « À Alain Chapel qui m'enseigna le plaisir de la grande cuisine » (en 1978 Alain Ducasse travailla chez Alain Chapel et rencontra là-bas Frédéric Robert qui devint le chef pâtissier de tous ses restaurants).

## Livre de cuisine
- Alain Chapel, La cuisine, c'est beaucoup plus que des recettes, Éditions Robert Laffont, octobre 2009 (ISBN 2-221-11411-6, présentation en ligne)